# OpenID
OpenID är ett decentraliserat identifikationsinloggningssystem för Internet utvecklat av Brad Fitzpatrick. Det används av bland annat Google, Yahoo, Apple och flickr.